# Cuộc vây hãm Tobruk
Cuộc vây hãm Tobruk là một cuộc đối đầu dai dẳng kéo dài 241 ngày đêm giữa các lực lượng Phe Trục và phe Đồng Minh tại Bắc Phi trong Chiến dịch Sa mạc Tây thuộc Chiến tranh thế giới thứ hai. Cuộc vây hãm bắt đầu ngày 11 tháng 4 năm 1941, khi đội quân Ý-Đức của trung tướng Erwin Rommel tấn công Tobruk, và tiếp diễn 240 ngày cho đến 27 tháng 11 năm 1941, khi thành phố được Tập đoàn quân số 8 Anh giải vây trong Chiến dịch Crusader.
Đối với Đồng Minh, việc nắm giữ thành phố cùng bến cảng của nó có vai trò then chốt đối với việc bảo vệ Ai Cập và Kênh đào Suez, bởi như vậy sẽ buộc đối thủ của họ phải vận chuyển phần lớn các hàng tiếp tế bằng đường bộ từ cảng Tripoli qua quãng đường 1500 km sa mạc, cũng như phải phân tán bớt binh lính không thể tham gia tiến công. Tobruk đã phải hứng chịu những đòn tấn công trên bộ lặp đi lặp lại cũng như các cuộc pháo kích và oanh tạc gần như là liên tục. Bộ máy tuyên truyền Quốc xã đã gọi đội quân phòng thủ ngoan cường tại đây là 'những con chuột cống', một thuật ngữ mà binh lính Úc chấp nhận như một lời khen ngợi mỉa mai.

## Toàn cảnh

Bản đồ khu vực chiến trường Sa mạc Tây

### Chiến dịch Compass

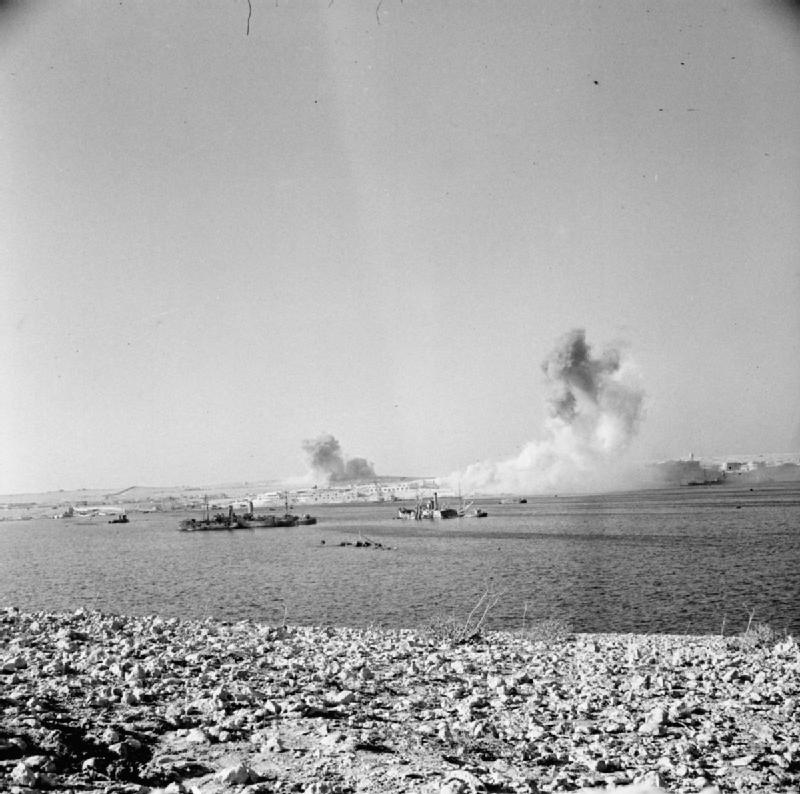
Tobruk bị không kích

### Rommel giành quyền chủ động

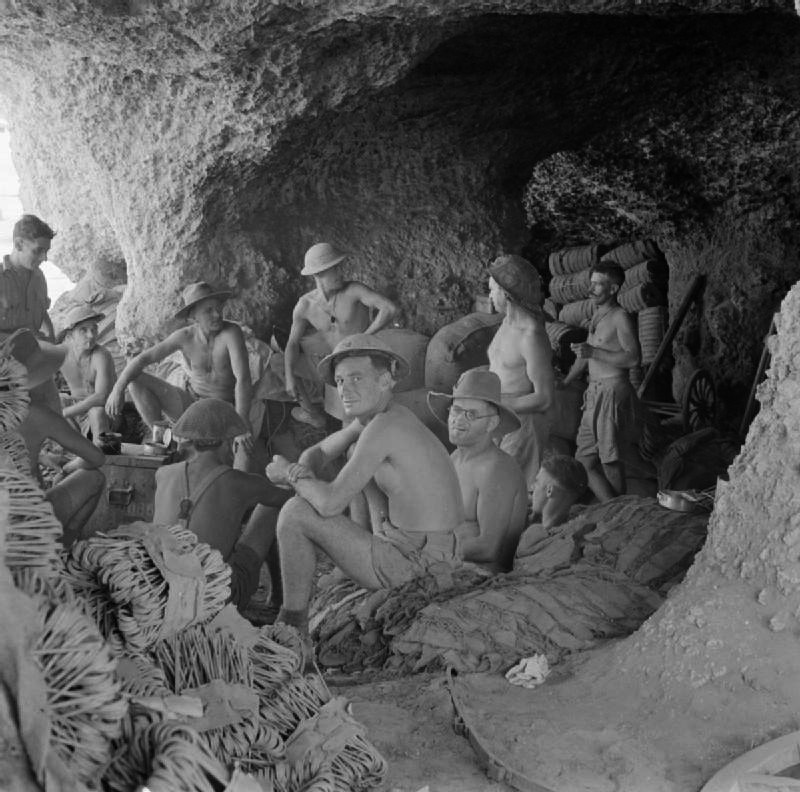
Quân lính Úc trú ẩn trong các hang động trong một cuộc không kích

### Ras el Mdauuar

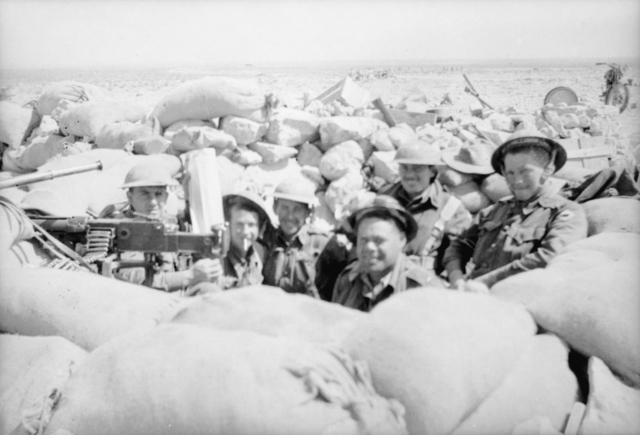
Binh lính thuộc Tiểu đoàn 2/48 Úc đang chống giữ vị trí phòng ngự gần Tobruk, ngày 24 tháng 4 năm 1941

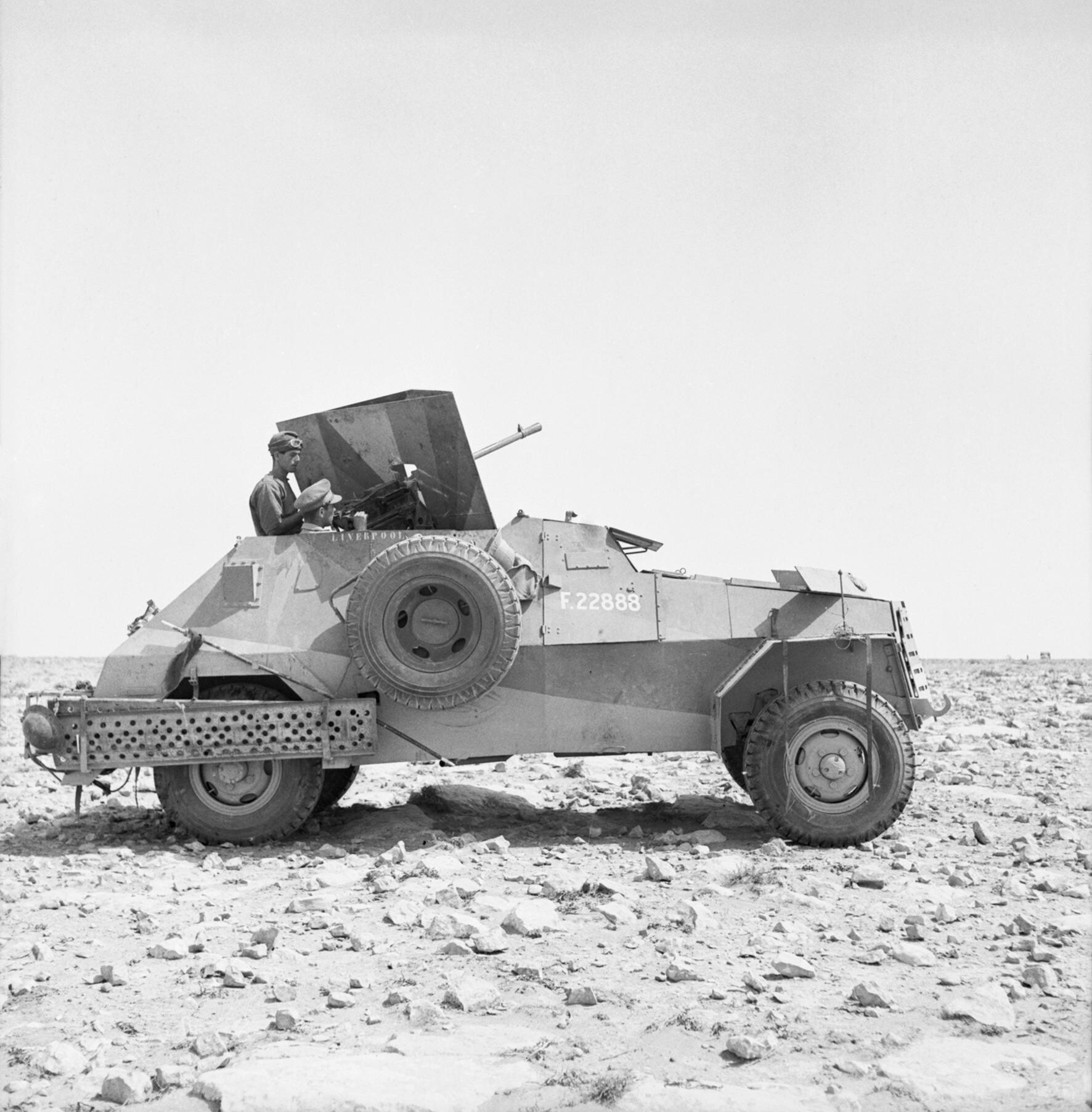
Xe thiết giáp Marmon-Herrington ở gần Tobruk

## Kết quả cuộc tấn công của phe Trục trong tháng 3 và 4

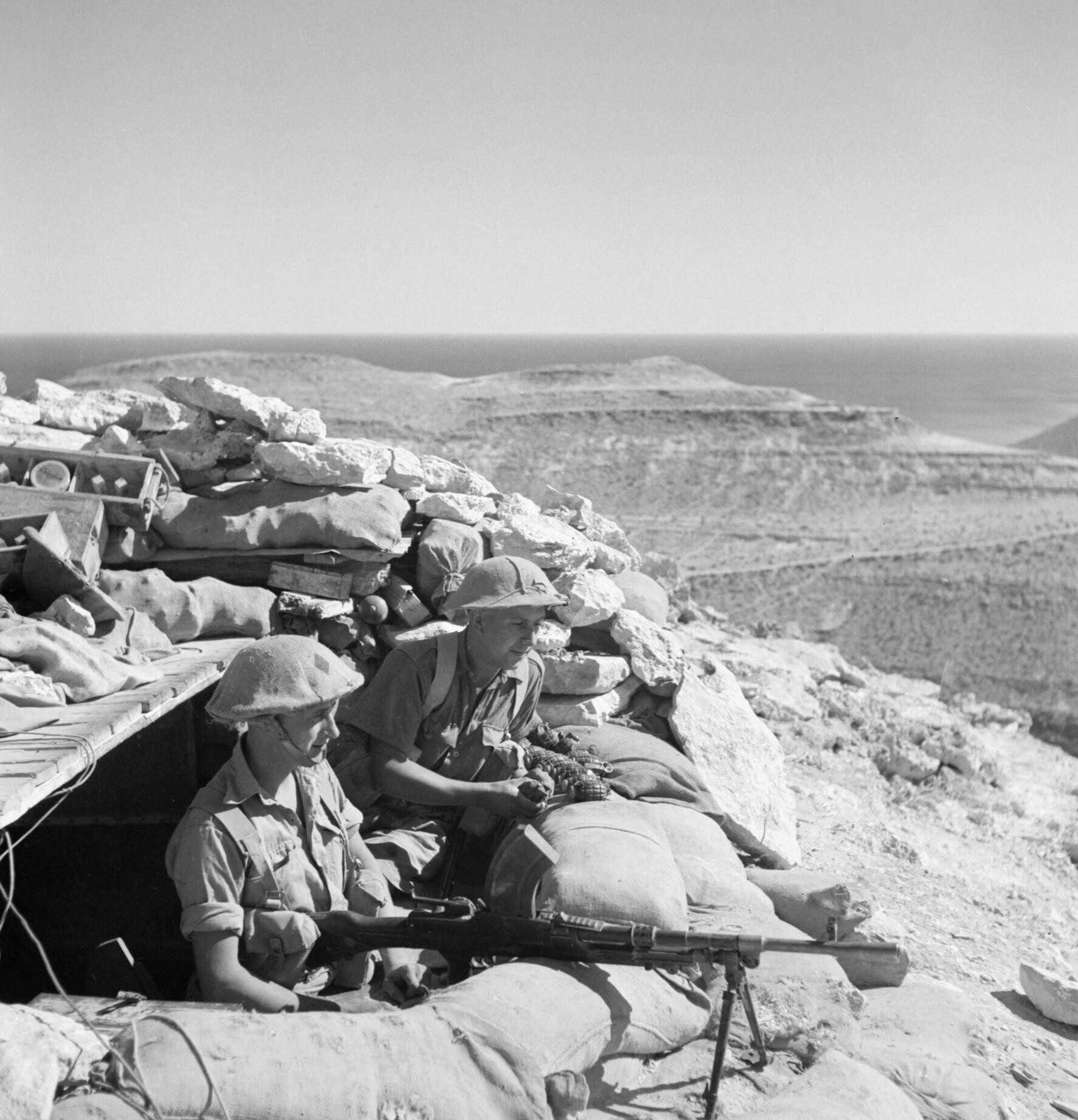
Quân của Tiểu đoàn Leicestershire đóng giữ một ổ súng Bren gần Tobruk, tháng 11 năm 1941

### Kế hoạch

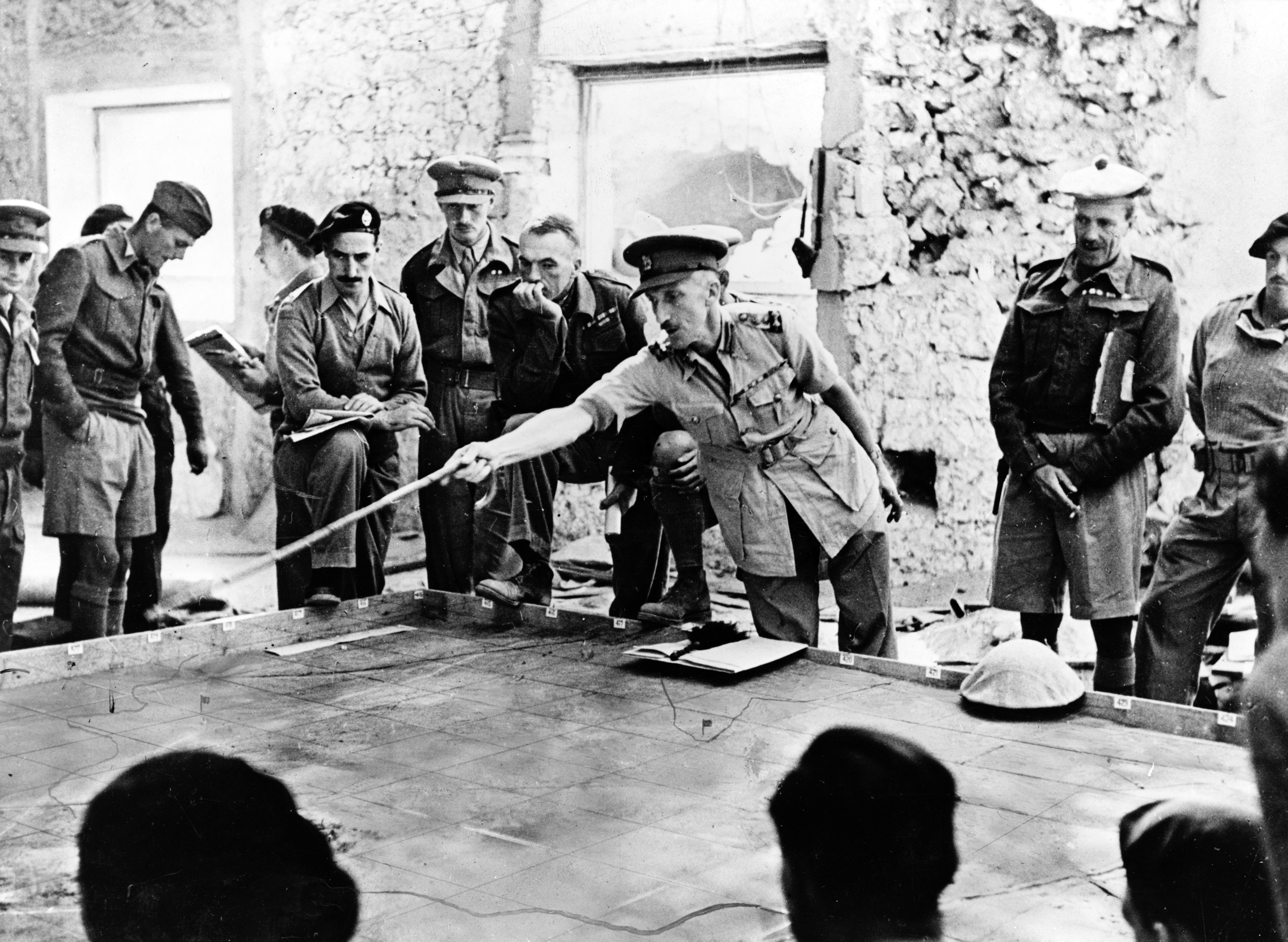
Các sĩ quan lục quân Anh đang lên kế hoạch cho các hoạt động của xe tăng

## Những thay đổi trong hệ thống phòng thủ Tobruk

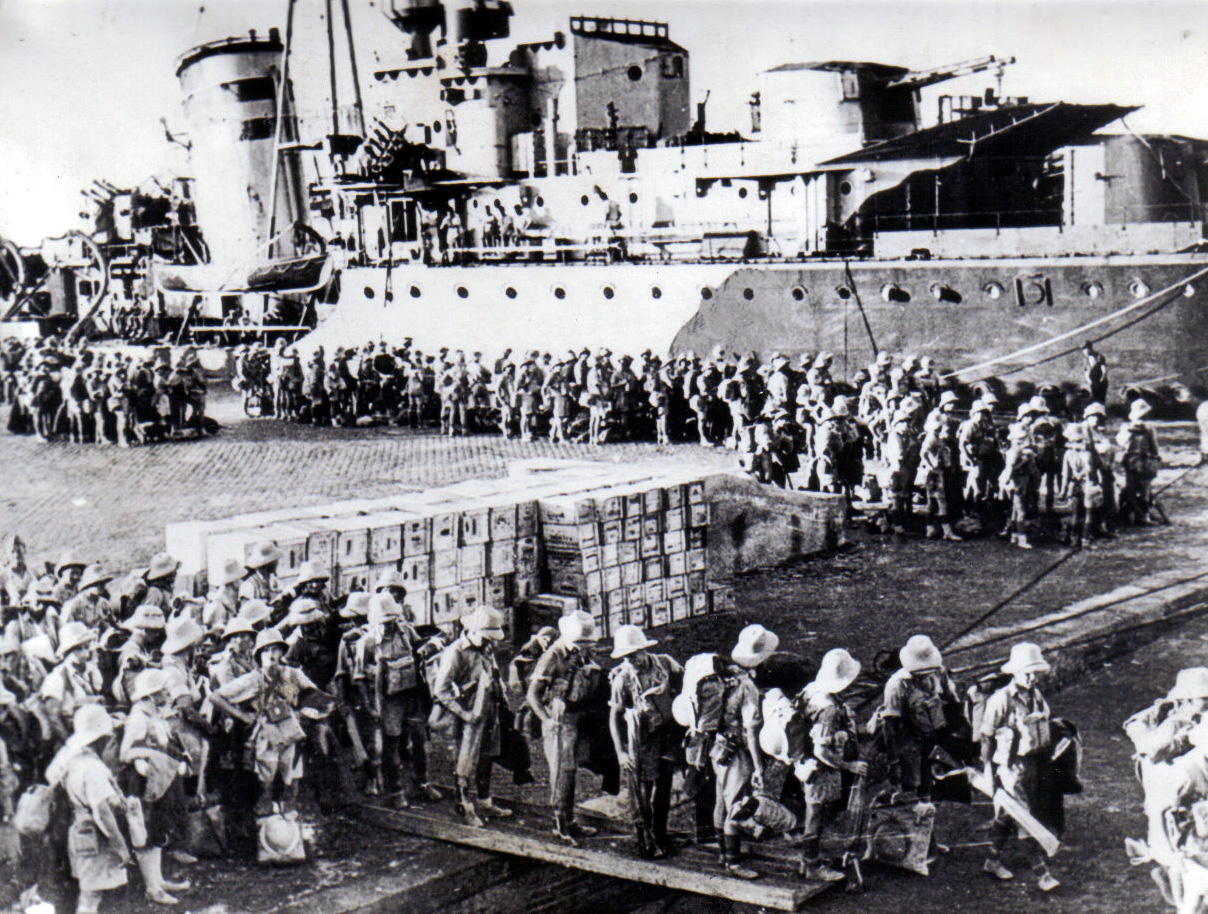
Lữ đoàn Súng trường Độc lập Karpat của Ba Lan đến từ Alexandria đã tới Tobruk.

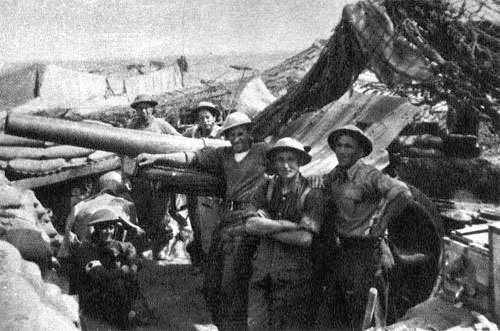
Binh lính thuộc Tiểu đoàn Bộ binh sô 11 Tiệp Khắc.

## Cuộc vây hãm kết thúc

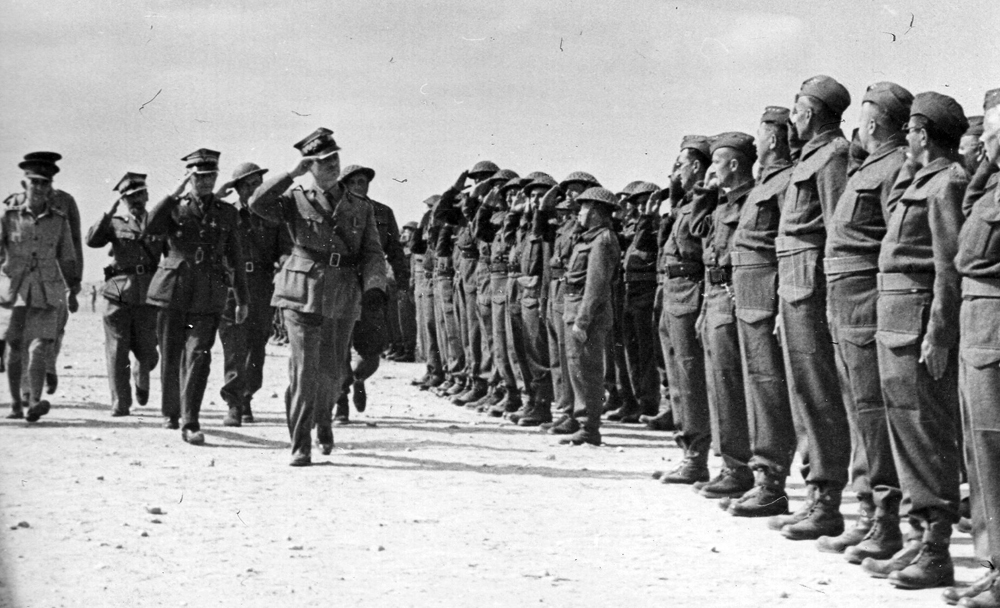
Tướng Sikorski đến thăm binh lính Ba Lan tại Tobruk.

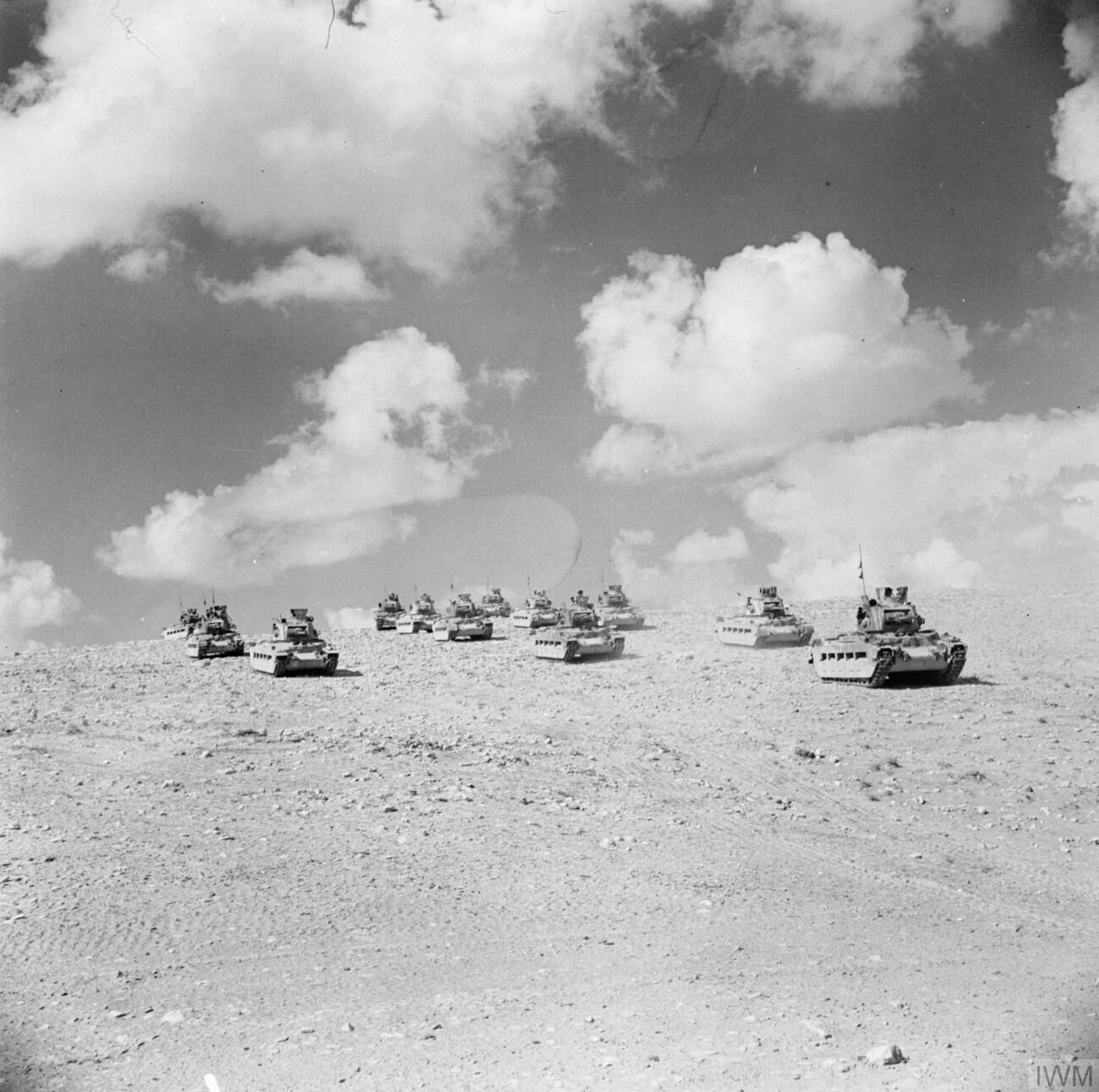
Xe tăng Matilda II tại Tobruk, tháng 9 năm 1941